# Stromatopelma fumigatum
Stromatopelma fumigatum is een spinnensoort uit de familie van de vogelspinnen (Theraphosidae).
De wetenschappelijke naam van de soort werd in 1899 als Scodra fumigata gepubliceerd door Reginald Innes Pocock.